# حارة جرجرة (المحفد)
جرجرة هي إحدى حارات حي 5 أكتوبر بمدينة المحفد التابعة لمحافظة أبين، بلغ تعداد سكانها 246 نسمة حسب تعداد اليمن لعام 2004.